# Jonas Burgert

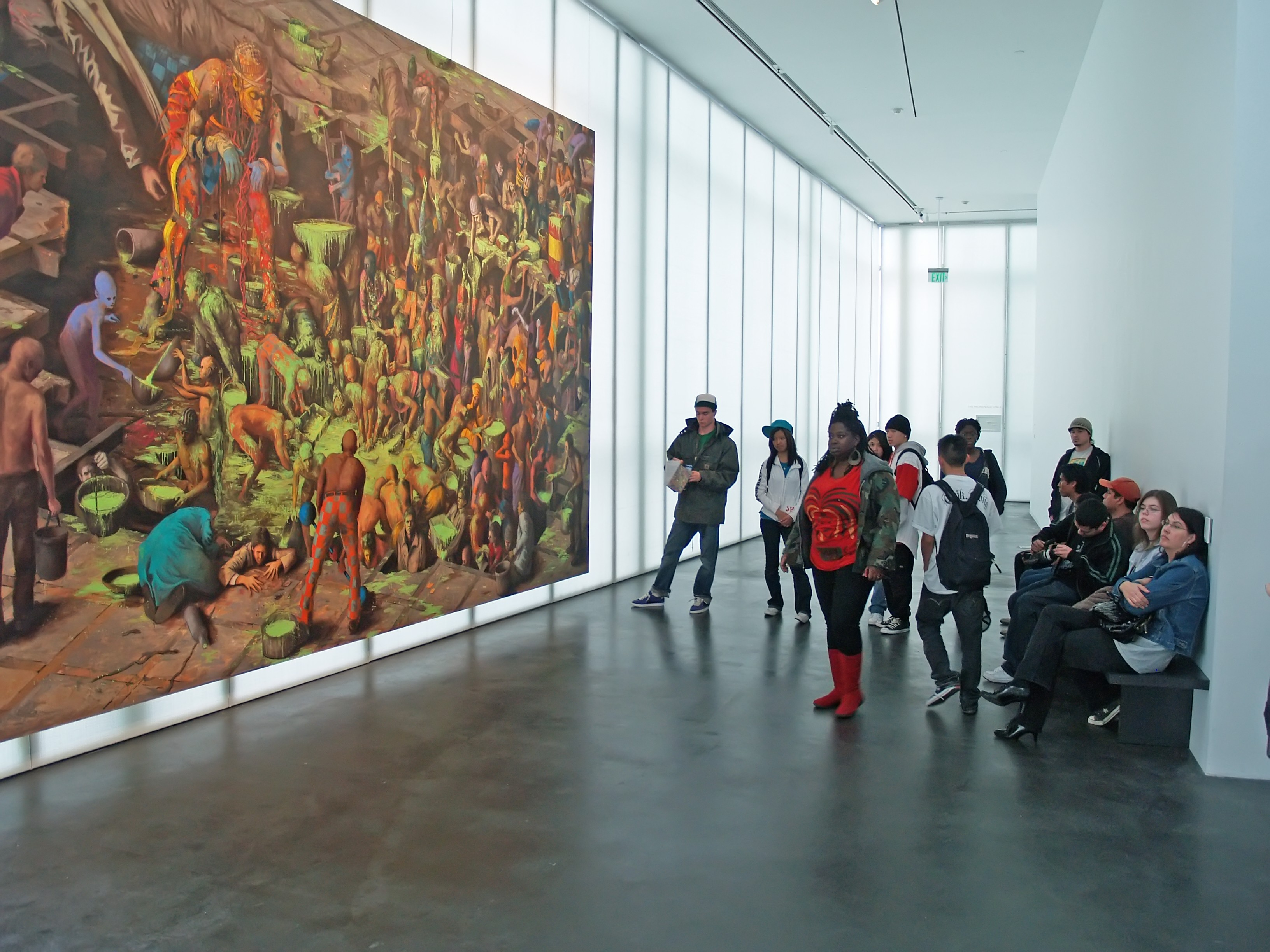
Zweiter Tag Nichts im Museum of Contemporary Art Denver

Jonas Burgert (* 1969 in West-Berlin) ist ein deutscher zeitgenössischer Maler.

## Leben
Jonas Burgert studierte von 1991 bis 1996 an der Universität der Künste Berlin, 1997 als Meisterschüler bei Dieter Hacker. 1998 bis 2000 erhielt er das Nachwuchsförderstipendium der UdK Berlin und ein Reisestipendium, das ihm einen Aufenthalt in Ägypten ermöglichte.
Gemeinsam mit dem Künstler Ingolf Keiner entwickelte Burgert 1999 die Ausstellungsreihe Fraktale, die bisher viermal an verschiedenen, teils spektakulären Orten stattfand; die letzte Fraktale war 2005 im Palast der Republik als letzte Ausstellung vor dessen Abriss zu sehen.
Burgert lebt in Berlin. Sein künstlerisches Schaffen wird seit 2005 von der Produzentengalerie in Hamburg vertreten.

## Werk
In wandfüllenden Gemälden verwendete Burgert zunächst eine Vielzahl von Ornamenten, die orientalische Motive und Zellstrukturen zu verbinden scheinen. Zeichen und Typen alter Kulturen spielten bereits in seinen abstrakten Bildern eine zentrale Rolle, etwa Zitate aus der Grabkunst des Alten Ägypten. Seit 2003 erscheinen in seinen Bildern zunehmend Figuren, zunächst Tiere, dann Menschen, deren Verhalten häufig an archaische Riten erinnert.
Seine Werke sollen Welten darstellen, in denen Schamanen auf moderne Großstadtbürger treffen, Commedia-dell’arte-Figuren und Gerippen aus alten Holzschnitten, die sich in modernen urbanen Umgebungen befinden – und immer wieder Tiere, die aus der Emblematik kommen könnten. Die großen Flächen seiner Bilder – Wände, Straßen und Böden – werden als Membranen beschrieben.

„Die Grundidee meiner Bilder ist die Bühne zu malen, auf der das Ringen um geistige Repräsentanz stattfindet. Eine Bühne, auf der der Mensch sich selbst definiert in all seinen Absurditäten, Widersprüchen, Hoffnungen und Sehnsüchten […] Vielleicht klingt das vermessen, aber ich bin der Meinung, dass diese Begrifflichkeiten nicht anders zu benennen sind. Dieser Prozess hinterlässt Spuren, weshalb ich oft Szenerien male, in denen das Resultat einer Handlung zu sehen ist – der ,schöne‘ Dreck eines inneren Kampfes. Der Zeitpunkt und der Ort, an dem die Szenerie stattfindet, soll nicht klar definiert sein, da diese grundsätzliche Auseinandersetzung mit sich selbst ein zeitloses Phänomen ist. Im Prinzip geht es immer um eine symbolische, existenzielle Geste des Menschen.“

## Sammlungen
Werke von Jonas Burgert befinden sich in zahlreichen internationalen Privatsammlungen und in folgenden bedeutenden Sammlungen:
- Hamburger Kunsthalle
- Sammlung Falckenberg, Hamburg
- Sammlung Olbricht, Essen[6]
- Sammlung Plum, Aachen
- Sammlung Sander, Berlin
- Saatchi Collection, London
- The Logan Collection, Vail
- Museum of Contemporary Art, Denver
- Sammlung Karminsky, Offenbach am Main, Deutschland[7]

## Ausstellungen
Einzelausstellungen
- 2006: Jonas Burgert. Produzentengalerie Hamburg, Hamburg[8]
- 2008: Kopfschuss. Stadtgalerie Schwaz, Schwaz, Österreich[9]
- 2008: Enigmatic Narrative. Victoria H. Myhren Gallery, Denver, Vereinigte Staaten von Amerika[10]
- 2008: Zweiter Tag Nichts. Museum of Contemporary Art Denver, Denver, Vereinigte Staaten von Amerika[11]
- 2009: Hitting Every Head. Haunch of Venison, London, Vereinigtes Königreich[12][13]
- 2010: Solo Exhibition Jonas Burgert. Produzentengalerie Hamburg, Hamburg[14]
- 2010: Lebendversuch. Kunsthalle Tübingen, Tübingen[15]
- 2011: Lebendversuch. Kunsthalle Krems, Krems, Österreich[16]
- 2012: Gift gegen Zeit. Blain|Southern – Berlin, Berlin[17][18]
- 2013: Schutt und Futter. Kestnergesellschaft, Hannover[19]
- 2013: Sticht. Produzentengalerie Hamburg, Hamburg[20]
- 2014: Stück Hirn Blind. Blain|Southern, London, Vereinigtes Königreich[21]
- 2017: Zeitlaich. Southern, Berlin[22]
- 2020: Arp Museum Bahnhof Rolandseck
- 2021: Long Museum West Bund „Blüht und lügt“, Shanghai
- 2023: DSC Gallery  „Stirn sticht“, Prag

Gruppenausstellungen (Auswahl)
- 1998: Junge Akademie. Akademie der Künste, Berlin
- 2000: Fraktale I „Relikt ist Keim“. Parochialkirche, Berlin
- 2000: Fraktale Exzerpt. Sophienhöfe Berlin, Berlin
- 2001: Fraktale II „Mensch baut Mensch“. (Pfefferberg), Berlin
- 2002: Hic et Nunc. Villa Manin, Passariano, Italien
- 2002: IX Rohkunstbau. Schloss Groß Leuthen, Groß Leuthen
- 2002: Fraktale III „Faktor Transzendenz“. Rohbau U-Bahnhof Reichstag Berlin, Berlin
- 2002: Das mystische Paradoxon in der Bildenden Kunst des 20. Jahrhunderts. Kunsthalle Erfurt, Erfurt
- 2003: Biennale of Painting. Stockholm, Schweden
- 2004: Erster BerlinerKunstsalon. Berliner Kunstsalon, Berlin
- 2005: Ratatouille. Galerie 20.21, Essen
- 2005: Geschichtenerzähler. Hamburger Kunsthalle, Hamburg
- 2005: Frktale IV – Tod. Palast der Republik, Berlin
- 2005: Rainbow: A painting show. Galerie Sfeir-Semler, Beirut, Libanon[23]
- 2006: The Triumph of Painting Part VI. Saatchi Gallery, London, Vereinigtes Königreich
- 2007: Wonderwall – Constructing the Sublime. Tomio Koyama Gallery, Tokio, Japan
- 2007: Fullhouse – Malerei aus der Sammlung Falckenberg. Overbeck-Gesellschaft, Lübeck
- 2007: Rockers Island. Olbricht Collection. Museum Folkwang, Essen
- 2007: The Aggression of Beauty. Arndt & Partner, Berlin
- 2007: Weltempfänger. Hamburger Kunsthalle, Hamburg
- 2007: jetzt. Beck & Eggeling International Fine Art, Düsseldorf
- 2007: Re-Dis-Play. Heidelberger Kunstverein, Heidelberg
- 2007: Jetzt/Now/Nyni. Galerie Miro, Prag, Tschechische Republik
- 2007: Strange Brew. Max Lang Gallery, New York, Vereinigte Staaten von Amerika
- 2007: the teardrop explodes. Stadtgalerie Schwaz, Schwaz, Österreich
- 2008: Die Sprache der Dinge. Sammlung SØR Rusche. Anhaltische Gemäldegalerie, Dessau
- 2009: Altes Europa. Schickeria, Berlin
- 2009: Menschenbilder 1620/2009. Museum Abtei Liesborn, Wadersloh
- 2009: Open. Zoya Museum, Modra, Slowakische Republik
- 2010: Gewalten. Laden für Nichts, Leipzig
- 2010: Passion fruit picked from the Olbricht Collection. Me Collectors Room Berlin, Berlin
- 2010: Lebenslust und Totentanz. Kunsthalle Krems, Krems, Österreich
- 2010: Blickkontakte. Sammlung SØR Rusche. Georgium, Dessau
- 2011: Schach!! Kunstmuseum Mülheim an der Ruhr, Mülheim an der Ruhr
- 2011: Mémoires du futur – Collection Olbricht. La Maison Rouge, Paris, Frankreich
- 2012: Hang On. Michael Fuchs Galerie, Berlin
- 2012: No. Town Beyond The Wall: Berlin Artists In Detroit. Wayne State University / Elaine L. Jakob Gallery, Detroit, Vereinigte Staaten von Amerika[24]
- 2012: Alles Wasser. Galerie Mikael Andersen, Berlin
- 2012: überall und nirgends – Werke aus der Sammlung Reydan Weiss. Kunsthaus Villa Jauss, Oberstdorf
- 2012: Metamorphosis: The Transformation of Being. All Visual Arts, London, Vereinigtes Königreich
- 2013: Auge um Auge. Schlossmediale Werdenberg, Schloss Werdenberg, Schweiz[25]
- 2013: Traumwelten. Michael Fuchs Galerie, Berlin
- 2013: Play – The Frivolous and the Serious. Me Collectors Room Berlin, Berlin[26]
- 2013: Viewing Room. All Visual Arts, London, Vereinigtes Königreich
- 2013: salondergegenwart 2013. salondergegenwart, Hamburg[27]
- 2019: Postcard Reloaded, Europäischer Kunstverein im Kunstraum Potsdam c/o Waschhaus
- 2020: Sinn frisst, Arp Museum Bahnhof Rolandseck

## Filme
- Irene Höfer: Phantastische Lügen – Die Malerei des Jonas Burgert. Dokumentation, 2009.[28]
- Gert Scobel: Im Gespräch mit Jonas Burgert. Interview, 1. Dezember 2011.[29]
- Sandra Hübner: Der Berliner Künstler Jonas Burgert – Shooting Star mit Tiefgang. Interview, Mai 2013.[30]